# Carex brasiliensis
Espèce
Classification phylogénétique
Carex brasiliensis est une espèce de plantes du genre Carex et de la famille des Cyperaceae.